# Oko River
Oko River är ett vattendrag i Guyana.   Det ligger i regionen Cuyuni-Mazaruni, i den norra delen av landet, 90 km väster om huvudstaden Georgetown.